# رود لوآپولا

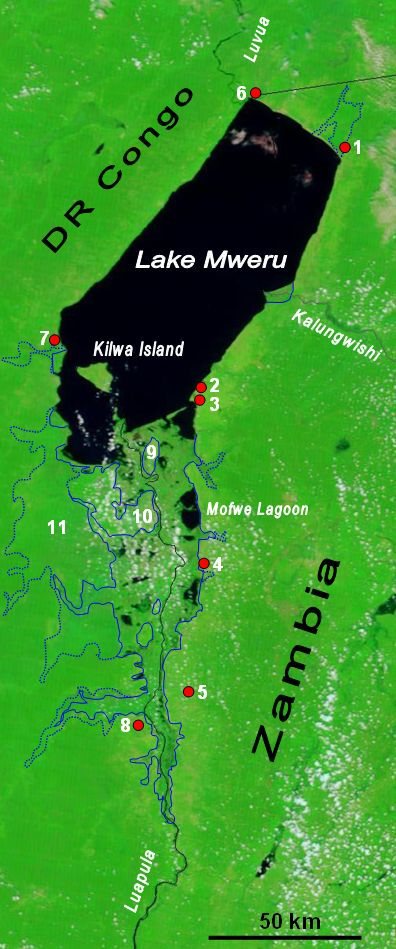
.

لوآپولا بخشی است از دومین رود بزرگ آفریقا یعنی رود کنگو.
بیشتر درازای این رودخانه مرز میان زامبیا و جمهوری دموکراتیک کنگو را تشکیل می‌دهد.
این رود، دریاچه بانگوه‌ئولو (که کاملاً در زامبیا قرار دارد) را به دریاچه مورو (مشترک میان دو کشور) می‌پیوندد.
نام استان لوآپولا در زامبیا نیز از نام این رود گرفته شده‌است.